# Рунге, Отто Сигизмунд
Отто Сигизмунд Рунге (нем. Otto Sigismund Runge; 30 апреля 1806, Гамбург — 16 марта 1839, Санкт-Петербург) — немецкий скульптор. Сын художника Филиппа Отто Рунге.

## Биография
Отто Сигизмунд был старшим сыном художника Филиппа Отто Рунге. После ранней смерти отца в 1810 году о нём заботилась и его обучала соседка Эмили Петерсен. Затем его дядя Даниэль Рунге доверил его семье Кёнке в Нинштедтене (район Гамбурга). Там он учился в средней школе. Отто Сигизмунд проявил художественный талант, подражая своему отцу в графических силуэтах, и интересовался архитектурой. В 1819 году он приехал в Дрезден, чтобы жить с матерью. В октябре 1819 года стал студентом архитектурного факультета Дрезденской академии изобразительных искусств. С января 1823 года, когда у него проявился интерес к скульптуре, его обучал художник Фридрих Маттай.
Благодаря хорошим рекомендациям в Дрездене он получил гамбургскую стипендию по завещанию Петера Аверхоффа (1723—1809), что позволило ему изучать скульптуру у Кристиана Фридриха Тика в Прусской академии искусств в Берлине. В 1827 году гамбургский синдик Карл Зивекинг добился для него гранта на поездку в Италию на два года. В Риме ему разрешили работать под руководством Бертеля Торвальдсена. В 1829 году Отто Сигизмунд посетил Неаполь и отправился в Дрезден через Триест, Вену и Прагу.
Вернувшись в Гамбург, Рунге нашёл квартиру и студию на чугунолитейном заводе Меттлеркампа в районе верфи Гроссер Грасбрук. Рунге создал там несколько портретных бюстов, в том числе: Иоганн Георг Репсольда, Эрнста фон Хоувальда и Моцартa. Он создал серию барельефов для дома гамбургского предпринимателя Готлиба Йениша. В 1832 году он стал одним из первых членов Гамбургской ассоциации художников.
В конце 1838 года Рунге вместе со своим учеником Эрнстом Готфридом Вивье отправился в Санкт-Петербург для работы над реконструкцией императорского Зимнего дворца российской столицы после опустошительного пожара 1837 года. Здесь он взялся за скульптурную работу в покоях императрицы. Незадолго до завершения работы Рунге умер от тифа. 20 марта 1839 года он был похоронен на Петровском кладбище в Санкт-Петербурге.
С 1829 года Отто Сигизмунд был помолвлен с Клерхен Хитциг, но разорвал помолвку в 1831 году. В марте 1834 года он обручился с Полиной Хейдтманн, дочерью главного каменщика Франца Хинриха Хейдтмана. Свадьба состоялась 23 ноября 1834 года. Их сын Пауль родился 20 сентября 1835 года.